# Brauerschwend
Brauerschwend is een plaats in de Duitse gemeente Schwalmtal (Hessen), deelstaat Hessen, en telt 629 inwoners (2006).